# Murska Sobota
Murska Sobota este un oraș din comuna Murska Sobota, Slovenia, cu o populație de 12.437 de locuitori.